# Гиршфельд, Анатолий Моисеевич
Анатолий Моисеевич Ги́ршфельд (укр. Анатолій Мусійович Гіршфельд; род. 7 августа 1957, Днепропетровск) — украинский предприниматель, политик. Председатель Совета директоров Индустриальной группы УПЭК. Председатель Наблюдательного совета благотворительного фонда «Патриоты». Заместитель председателя Совета Федерации работодателей Украины. Председатель Совета Объединения организаций работодателей Харьковской области «Гранит». Депутат Верховной Рады Украины VIII созыва.
Член-корреспондент Инженерной академии Украины.

## Биография
Родился 7 августа 1957 года в Днепропетровске.

### Образование
- В 1974 году с золотой медалью окончил среднюю школу;
- В 1980 году — окончил с отличием Харьковский институт радиоэлектроники, факультет конструирования и технологии радиоаппаратуры по специальности «инженер-конструктор-технолог по производству радиоэлектронной аппаратуры».

### Деятельность
В 1980 году поступает на работу инженером в Харьковское центральное конструкторско-технологическое бюро. 

В 1987 году открывает производственный кооператив «Эльф» (пошив верхней одежды).
С 1995 года — учредитель и генеральный директор Индустриальной группы УПЭК (АО «УПЭК»). 

С 2001 года — президент АО «УПЭК».

С 2002 по 2006 год — почётный президент АО «УПЭК», народный депутат Верховной Рады Украины IV созыва по избирательному округу № 180, председатель подкомитета Верховной Рады Украины по экономической политике.

В Верховной Раде Украины входил в состав комитета по вопросам экономической политики, управления народным хозяйством, собственности и инвестиций. 

Глава подкомитета по вопросам экономической политики и управления народным хозяйством.
С июня 2006 года — президент АО «УПЭК».
В 2007 году шведская финансовая группа SEB купила у Анатолия Гиршфельда банк «Факториал» за $100 млн, по сведениям UFC Capital с мультипликатором (отношение цены к основному капиталу банка) 4,5 капитала.
В октябре 2008 года избран председателем Совета Объединения организаций работодателей Харьковской области и председателем правления Харьковской областной организации работодателей «Гранит».
С ноября 2010 года — заместитель председателя Совета Федерации работодателей Украины.
С 2010 года является членом рабочей группы «Технологическая модернизация экономики и развитие инфраструктуры» Харьковского регионального Комитета по экономическим реформам Харьковской облгосадминистрации.
С февраля 2011 года входит в состав рабочей группы по подготовке проекта Стратегии развития города Харькова до 2020 года.
В июне 2011 года — избран членом-корреспондентом Инженерной академии Украины.
25 декабря 2018 года включён в список граждан Украины, против которых введены российские санкции.

### Семья
Женат, имеет двух сыновей.

## Состояние
75-е место в рейтинге «200 самых богатых людей Украины» в рейтинге журнала «Фокус».
92-е место в рейтинге «Золотая сотня» журнала «Корреспондент».

## Награды
- Ордена «За заслуги» II и III степени (2005)[14].
- Почетная грамота и Нагрудный знак Верховной Рады Украины «За заслуги перед народом Украины».